# 어센던트 원
<어센던트 원> (Ascendant One, A1)은 넥슨코리아 데브캣 스튜디오에서 개발한 멀티플레이어 온라인 배틀 아레나(MOBA) PC 게임이다.  회전하는 행성에서 펼쳐지는 독특한 전략과 그리스 로마 신화를 바탕으로 한 스페이스 오페라 세계관이 특징이다. 해당 MOBA나 SF 장르 모두 데브캣 스튜디오가 처음으로 시도하는 콘셉트이기도 하다.

과거 <프로젝트 A1>이라는 이름으로 NDC에서 여러 차례 소개된 바 있으며, 어센던트 원이라는 이름으로 2018년 9월 13일부터 2019년 1월 31일까지 얼리액세스로 서비스 하였다.
<어센던트 원>은 2019년 2월 14일에 정식 출시한다.

## 세계관

### 스토리라인
“자신들이 개척한 외계식민지를 예기치 못한 사고로 잃은 인류가 생존을 건 탈출 끝에 블랙홀 항성계에 자리잡은 외계의 초과학문명, 올림포스에 접촉한다. 이들은 시공간에 작용하는 에너지를 내는 광물인 엑시움을 손에 넣고, 인류를 초월한 존재인 어센던트로 각성한다. 어센던트들은 그들의 고향인 지구로의 귀환에 성공하지만, 일반 상대성이론에 의한 시간 지연 효과로 그동안 지구는 수만 년의 시간이 지난 상태였다. 그 사이의 빙하기로 문명을 잃은 채 퇴행한 지구를 재건하기 위해 엑시움을 어떻게 사용할 것인지의 여부를 두고 어센던트들은 리그와 얼라이언스로 분열되고, 이 두 세력은 무한의 에너지인 엑시스를 생성하는 소행성 올림포스의 지배권을 두고 갈등을 키워간다. 지구에 빙하기를 초래할 수 있을 정도로 상상 이상의 힘을 지닌 외계의 초과학문명. 그 위협에 어떻게 대응할 것인가를 놓고 폭발한 갈등은 블랙홀 항성계와 지구를 배경으로 인류의 미래를 건 최후의 일전으로 이어진다. 그리고 이 전쟁의 승리를 위한 마지막 작전은 두 진영별로 각각 다섯 명의 어센던트를 올림포스에 보내 상대방의 엘리시온을 파괴하는 것이다.”

### 게임의 배경
1. 에타 항성계 - "블랙홀이 비추는 낮"
은하계 중심부에 근접한 블랙홀 항성계. 초신성 폭발로 만들어진 블랙홀 주성의 이름은 에타라고 한다. 중력붕괴로 양 극점에서 엄청난 에너지를 쏟아내고 있는 천체로, 블랙홀을 둘러싸고 있는 성간물질 토러스의 안쪽을 끌어들여 고열의 에너지와 빛을 내는 강착원반을 생성해 자신이 거느린 행성에 빛을 비춘다. 그리고, 이 성간물질 토러스 내부의 궤도에는 작은 크기임에도 완벽한 구형을 이루는 소행성 하나가 자리잡고 있다.

2. 올림포스 - "신비의 소행성, 엑시스피어"
엑시스는 시공간 연속체에 작용하는 것으로 알려진 자연계의 다섯 번째 힘. 이 힘은 공간과 공간을 잇는 터널링을 가능하게 하고, 엑시스 대사 능력을 가진 소유자의 능력을 증폭시킨다. 그리고, 이 에너지는 에타 항성계의 소행성, 올림포스에서 축퇴물질의 형태로 물질화되어 증식된다. 인간의 과학만으로는 설명할 수 없는 현상이 일어나는 이 곳은 외계의 초과학문명에 의해 만들어진 것으로 추측된다. 그리고, 무엇보다도 티탄과 인간에게 차원의 관문으로 알려져 있다.

3. 엘리시온 - "올림포스의 두 왕좌"
올림포스의 양 극지방의 원반형 구조물은 외계의 초과학문명에 의해 만들어진 것으로, 엑시움의 증식과 터널링을 제어한다. 상급 어센던트들은 티타노마키아 당시 손상된 부분을 보수하고 개량을 거듭해 요새와 같은 형태로 탈바꿈시켰다. 이 구조물의 이름은 엘리시온. 지구로 유입되는 외계의 위협을 막는 상급 어센던트들의 요새.

4. 리그 - "올림포스의 남쪽. 지구의 운명을 지키는 마지막 보루."
리그는 올림포스를 거점으로 하는 상급 어센던트들의 결사로, 티타노마키아 이후 결성되었다. 이들은 엑시움이 인류가 손대기에는 위험한 자원이기 때문에 성공적인 지구 재건을 위해서는 인류를 엑시움으로부터 철저히 보호해야 한다는 신념을 가지고 있다. 이들은 자신의 욕망을 위해 엑시움을 지구에 반입하고자 하는 이들로부터 선량한 지구인들을 보호하고, 그들이 피땀 흘려 가꾸었으나 처참히 파괴당한 개척지에서의 비극이 되풀이되지 않도록 할 수 있는 모든 것을 다할 작정이다. 얼라이언스가 장악한 북쪽 엘리시온을 탈환하는 것은 그 첫 번째 단계다.

5. 얼라이언스 - "인류의 해방은 올림포스의 북쪽에서 시작될 것이다."
얼라이언스는 엑시움의 폭주로 일어난 대홍수로부터 인류를 구호하며 결성되었다. 이들은 지구의 재건은 인류의 가능성에 맡겨야 한다고 주장하며, 이를 위해서는 엑시움의 직접적인 접촉도 마땅히 감수해야 할 문제라고 생각한다. 리그가 불안정한 올림포스의 활용을 고수하는 것은 단지 엑시움을 바탕으로 하는 기득권을 유지하고자 하는 의도에 지나지 않는다고 생각하며, 이를 타개하는 길은 지구권에 엑시스피어를 만드는 방법뿐이라 믿는다. 이들은 올림포스의 북쪽을 점거하고 인류의 해방을 위해 싸우려 한다.

6. 제우스 - "우리에겐 인류를 보호하고 지구를 재건해야 할 사명이 있네."
리그의 수장이자 모든 상급 어센던트들의 대표자. 그가 포세이돈에게 반기를 들지 않았더라면 상급 어센던트들의 엑시스 대사 각성은 이루어지지 못했을 것이고, 글리제 항성계 식민지의 피난민들은 모두 몰살당했을 것이다. 그는 인류를 보호한다는 사명감으로 얼라이언스의 반란을 막고자 한다.

7. 포세이돈 - "인류에겐 스스로를 발전시킬 힘이 있네. 우리가 그러했듯."
얼라이언스의 지도자이자 터널링을 통해 지구로 처음 귀환하는 데 성공한 상급 어센던트. 조직에 대한 맹목으로 이루어진 삶의 과오를 제우스를 통해 인정할 수 있게 되었지만, 이제 과거의 자신과 같은 모습으로 변한 제우스가 인류를 통제하고 그 위에 군림하려는 선택을 하자 그에 대항한다.

### 기타
어센던트 원 세계관 영상 - 유튜브

## 시스템
0. 게임 조작법

1. 구(球) 형태의 전장

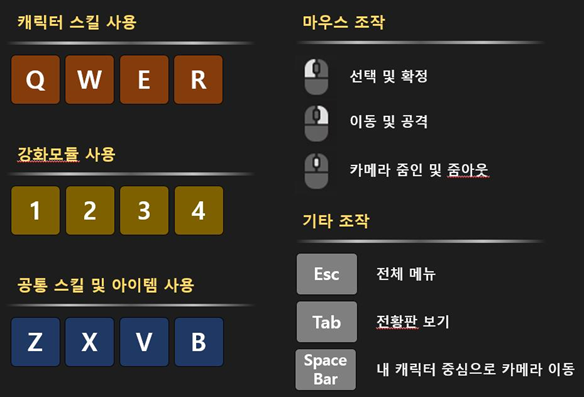

유저는 구(球)형태 전장인, 자전하는 올림포스 행성에서 북쪽의 ‘얼라이언스’ 또는 남쪽의 ‘리그’ 에 소속되어 전투를 하게 된다. 전장은 밤과 낮으로 이분되며 행성의 자전에 의해 밤과 낮 지역이 계속해서 이동한다. 밤 지역은 전장으로서 사용할 수 없는 지역이 되고, 밤 지역에 위치한 ‘어센던트’는 지속적으로 피해를 입어 죽게 된다.

2. 터널링
아군 ‘어센던트’ 또는 아군 시설로 순간이동을 시켜주는 ‘터널링’을 사용할 수 있다.  ‘터널링’을 시도하면 잠시 후에 해당 지점으로 순간이동하게 되며, ‘터널링’ 도중에 적 ‘어센던트’에게 공격받으면 ‘터널링’이 취소된다.

3. 피니시 시스템
‘어센던트’나 포탑을 제외한 다른 유닛이 ‘트루퍼’의 체력을 0 이하로 떨어뜨릴 경우 해당 ‘트루퍼’가 즉시 파괴되는 대신 잠시 동안 ‘피니시’ 상태로 남아 있다. ‘피니시’ 상태의 ‘트루퍼’는 오직 ‘어센던트’의 기본 공격으로만 파괴되며, 이 경우 정상적으로 처치 보상 경험치와 ‘엑시움’을 획득할 수 있다.

4. 업그레이드와 강화 모듈
경기 중 획득한 ‘엑시움’을 소비해 ‘어센던트’를 업그레이드하거나 강화모듈을 장착할 수 있다. 업그레이드는 ‘어센던트’의 ‘스탯’을 상승시키는 행위를 지칭하며, 업그레이드 포인트가 허용하는 한도 내에서 ‘엑시움’을 지불해 보유 스탯을 증가 시킬 수 있다. 강화모듈은 최대 4개까지 장착이 가능하고, 이를 구매해 장착하면, '1', '2', '3', '4' 슬롯에 할당되어 해당 단축키로 장착한 강화모듈의 액티브 기능을 사용할 수 있다.

5. 필드의 중립 오브젝트
필드에는 강력하지만 처치하면 큰 이득을 주는 대형 ‘기간테스’들이 존재한다. 각각의 대형 ‘기간테스’들은 생김새, 공격 방식, 보상이 모두 다르다.
6. 고공비행
대부분의 ‘어센던트’들은 지상에 존재하지만, 특정 ‘어센던트’의 경우에는 ‘고공비행’이라는 특수한 상태로 날아다닐 수 있다. 대신, ‘고공비행’ 중인 ‘어센던트’와 지상의 ‘어센던트’는 상호작용할 수 있는 수단이 크게 제한되어 있으며, 서로 가까이 있더라도 특정 상호작용 수단이 아니고서는 서로를 간섭할 수 없다.